# Премія НАН України імені Б. І. Вєркіна
Пре́мія і́мені Бори́са Ієремі́йовича Вє́ркіна — премія, встановлена НАН України за видатні наукові роботи в галузі фізики і техніки низьких температур.
Премію засновано 1997 року та названо на честь засновника і першого директора Фізико-технічного інституту низьких температур АН УРСР, академіка АН УРСР, лауреата Державної премії СРСР та УРСР в галузі науки і техніки Вєркіна Бориса Ієремійовича.
Починаючи з 2007 року Премію імені Б. І. Вєркіна присуджує Відділення фізики і астрономії НАН України щотрироки.

## Лауреати премії
| Рік  | Тема | Лауреати                               | Коротко про лауреата |
| ---- | --- | -------------------------------------- | --- |
| 1999 | Серія робіт «Квантове (тунельне) обертання молекул в твердих тілах»                                                                                                 | Александровський Олександр Миколайович | кандидат фізико-математичних наук |
| 1999 | Серія робіт «Квантове (тунельне) обертання молекул в твердих тілах»                                                                                                 | Єсельсон Валентин Борисович            | кандидат фізико-математичних наук, старший науковий співробітник відділу теплових властивостей і структури твердих тіл та наносистем Фізико-технічного інституту низьких температур імені Б. І. Вєркіна НАН України                                                      |
| 1999 | Серія робіт «Квантове (тунельне) обертання молекул в твердих тілах»                                                                                                 | Манжелій Вадим Григорович              | академік Національної академії наук України, професор, доктор фізико-математичних наук, завідувач відділу Фізико-технічного інституту низьких температур імені Б. І. Вєркіна НАН України                                                                                 |
| 2001 | Серія робіт «Динаміка вихрової структури і властивості жорстких надпровідників»                                                                                     | Чабаненко Віктор Васильович            | доктор фізико-математичних наук, старший науковий співробітник відділу фазових перетворень Донецького фізико-технічного інституту ім. О. О. Галкіна НАН України |
| 2001 | Серія робіт «Динаміка вихрової структури і властивості жорстких надпровідників»                                                                                     | Генрик Шимчак                          | Іноземний член НАН України (фізика твердого тіла) |
| 2006 | Монографія «Point-Contact Spectroscopy» («Мікроконтактна спектроскопія»)                                                                                            | Найдюк Юрій Георгійович                | доктор фізико-математичних наук, професор, провідний науковий співробітник відділу мікроконтактної спектроскопії Фізико-технічний інститут низьких температур імені Б. І. Вєркіна НАН України                                                                            |
| 2006 | Монографія «Point-Contact Spectroscopy» («Мікроконтактна спектроскопія»)                                                                                            | Янсон Ігор Кіндратович                 | академік Національної академії наук України, професор, доктор фізико-математичних наук, завідувач відділу мікроконтактної спектроскопії Фізико-технічний інститут низьких температур імені Б. І. Вєркіна НАН України                                                     |
| 2007 | Цикл робіт «Електронні стани і транспортні явища у надпровідних металоксидних купритах»                                                                             | Оболенський Михайло Олександрович      | доктор фізико-математичних наук, завідувач кафедри Харківського національного університету імені В. Н. Каразіна МОН України |
| 2007 | Цикл робіт «Електронні стани і транспортні явища у надпровідних металоксидних купритах»                                                                             | Пан Володимир Михайлович               | доктор фізико-математичних наук, завідувач відділу Інституту металофізики імені Г. В. Курдюмова НАН України |
| 2007 | Цикл робіт «Електронні стани і транспортні явища у надпровідних металоксидних купритах»                                                                             | Самоваров Володимир Миколайович        | доктор фізико-математичних наук, заступник директора Фізико-технічного інституту низьких температур імені Б. І. Вєркіна НАН України |
| 2010 | Цикл робіт «Ефекти упорядкування та колективні явища у низьковимірних системах електронів над рідким гелієм»                                                        | Ковдря Юрій Захарович                  | доктор фізико-математичних наук, провідний науковий співробітник Фізико-технічного інституту низьких температур ім. Б. І. Вєркіна НАН України (посмертно) |
| 2010 | Цикл робіт «Ефекти упорядкування та колективні явища у низьковимірних системах електронів над рідким гелієм»                                                        | Сивокінь Віталій Юхимович              | кандидат фізико-математичних наук, старший науковий співробітник Фізико-технічного інституту низьких температур ім. Б. І. Вєркіна НАН України |
| 2010 | Цикл робіт «Ефекти упорядкування та колективні явища у низьковимірних системах електронів над рідким гелієм»                                                        | Соколов Святослав Сергійович           | доктор фізико-математичних наук, провідний науковий співробітник Фізико-технічного інституту низьких температур ім. Б. І. Вєркіна НАН України |
| 2013 | Цикл робіт «Розробка створення та впровадження кріогенної апаратури для наукових експериментів»                                                                     | Жарков Іван Павлович                   | кандидат фізико-математичних наук, завідувач лабораторії Інституту фізики НАН України |
| 2013 | Цикл робіт «Розробка створення та впровадження кріогенної апаратури для наукових експериментів»                                                                     | Сафронов Віталій Вікторович            | науковий співробітник Інституту фізики НАН України |
| 2016 | Теоретичне обґрунтування та експериментальна реалізація джозефсонівських кубітів для квантових обчислень                                                            | Омельянчук Олександр Миколайович       | член-кореспондент Національної академії наук України, професор, доктор фізико-математичних наук, головний науковий співробітник, завідувач відділу надпровідних та мезоскопічних структур Фізико-технічного інституту низьких температур імені Б. І. Вєркіна НАН України |
| 2016 | Теоретичне обґрунтування та експериментальна реалізація джозефсонівських кубітів для квантових обчислень                                                            | Ільїчев Євген В'ячеславович            | доктор фізико-математичних наук, керівник групи Інституту фотонних технологій (Німеччина) |
| 2016 | Теоретичне обґрунтування та експериментальна реалізація джозефсонівських кубітів для квантових обчислень                                                            | Шевченко Сергій Миколайович            | доктор фізико-математичних наук, старший науковий співробітник, завідувач відділу надпровідних та мезоскопічних структур Фізико-технічного інституту низьких температур імені Б. І. Вєркіна НАН України                                                                  |
| 2019 | Передбачення та експериментальне виявлення особливостей кооперативних явищ у новітніх твердотільних системах — топологічних ізоляторах та екзотичних надпровідниках | Гнезділов Володимир Петрович           | доктор фізико-математичних наук, провідний науковий співробітник відділу магнетизму Фізико-технічного інституту низьких температур імені Б. І. Вєркіна НАН України |
| 2019 | Передбачення та експериментальне виявлення особливостей кооперативних явищ у новітніх твердотільних системах — топологічних ізоляторах та екзотичних надпровідниках | Пашкевич Юрій Георгійович              | доктор фізико-математичних наук, завідувач відділу теорії динамічних властивостей складних систем Донецького фізико-технічного інституту ім. О. О. Галкіна НАН України                                                                                                   |